# Commonwealth Games 2010/Badminton (Damendoppel)
Badminton wurde bei den Commonwealth Games 2010 im Siri Fort Sports Complex und Saket Sports Complex in Neu-Delhi gespielt. Die Wettkämpfe fanden vom 4. bis 14. Oktober 2010 statt. Es wurden fünf Einzelwettbewerbe und ein Mannschaftswettbewerb ausgetragen. Folgend die Ergebnisse im Damendoppel.

## Austragungsort
- Siri Fort Sports Complex: 5 Spielfelder und 3 Aufwärmfelder

## Teilnehmer
He Tian Tang,  Kate Wilson-Smith,  Leanne Choo,  Renuga Veeran,  Mariama Eastmond,  Shari Watson,  Alexandra Bruce,  Grace Gao,  Joycelyn Ko,  Michelle Li,  Gabrielle White,  Heather Olver,  Jenny Wallwork,  Mariana Agathangelou,  Anna Luxton,  Laura Minto,  Linda Osei Hammond,  Stella Koteikai Amasah,  Elena Johnson,  Gayle Lloyd,  Aditi Mutatkar,  Aparna Balan,  Ashwini Ponnappa,  Jwala Gutta,  Cristen Callow,  Kimberley Clague,  Alya Lewis,  Kristal Karjohn,  Anitah Alube,  Mercy Joseph,  Chin Eei Hui,  Lydia Cheah Li Ya,  Goh Liu Ying,  Woon Khe Wei,  Karen Foo Kune,  Kate Foo Kune,  Shama Aboobakar,  Yeldi Louison,  Danielle Barry,  Donna Haliday,  Maria Braimoh,  Susan Ideh,  Caroline Black,  Sinead Chambers,  Emma Mason,  Imogen Bankier,  Jillie Cooper,  Kirsty Gilmour,  Alisen Camille,  Juliette Ah-Wan,  Yao Lei,  Shinta Mulia Sari,  Subodha Dahanayake,  Thilini Jayasinghe,  Shamim Bangi,  Daisy Nakalyango,  Gloria Najjuka,  Margaret Nankabirwa,  Carissa Turner,  Caroline Harvey

## Vorrunde
- Mariama Eastmond /  Shari Watson -  Shama Aboobakar /  Yeldi Louison: 21-14 / 17-21 / 21-10
- Leanne Choo /  Renuga Veeran -  Alya Lewis /  Kristal Karjohn: 21-9 / 21-4
- Aparna Balan /  Aditi Mutatkar -  Anna Luxton /  Laura Minto: 21-2 / 21-6
- Jenny Wallwork /  Gabrielle Adcock -  Shamim Bangi /  Margaret Nankabirwa: 21-7 / 21-10
- Grace Gao /  Joycelyn Ko -  Caroline Harvey /  Carissa Turner: 19-21 / 21-15 / 21-13
- Lydia Cheah Li Ya /  Goh Liu Ying -  Juliette Ah-Wan /  Alisen Camille: 21-16 / 21-9
- Imogen Bankier /  Emma Mason -  Caroline Black /  Sinead Chambers: 21-14 / 21-11
- He Tian Tang /  Kate Wilson-Smith -  Jillie Cooper /  Kirsty Gilmour: 21-16 / 21-14
- Alexandra Bruce /  Michelle Li -  Susan Ideh /  Maria Braimoh: 26-24 / 21-11
- Elena Johnson /  Gayle Lloyd -  Stella Koteikai Amasah /  Linda Hammond Osei: 21-11 / 21-12
- Mariana Agathangelou /  Heather Olver -  Kate Foo Kune /  Karen Foo Kune: 21-6 / 21-9
- Subodha Dahanayake /  Thilini Jayasinghe -  Cristen Marritt /  Kimberley Clague: 21-19 / 21-8
- Chin Eei Hui /  Woon Khe Wei -  Gloria Najjuka /  Daisy Nakalyango: 21-6 / 21-8
- Danielle Tahuri /  Donna Haliday -  Anita Alube /  Mercy Joseph: w.o.
- Shinta Mulia Sari /  Yao Lei -  Mariama Eastmond /  Shari Watson: 21-5 / 21-6
- Leanne Choo /  Renuga Veeran -  Aparna Balan /  Aditi Mutatkar: 21-16 / 23-21
- Jenny Wallwork /  Gabrielle Adcock -  Grace Gao /  Joycelyn Ko: 21-12 / 21-15
- Lydia Cheah Li Ya /  Goh Liu Ying -  Imogen Bankier /  Emma Mason: 21-12 / 21-16
- He Tian Tang /  Kate Wilson-Smith -  Alexandra Bruce /  Michelle Li: 21-19 / 21-9
- Danielle Tahuri /  Donna Haliday -  Elena Johnson /  Gayle Lloyd: 21-13 / 21-15
- Mariana Agathangelou /  Heather Olver -  Subodha Dahanayake /  Thilini Jayasinghe: 21-7 / 21-6

## Endrunde
|  | Viertelfinale | Viertelfinale                  | Viertelfinale                  | Viertelfinale | Viertelfinale |                                |                                    | Halbfinale | Halbfinale       | Halbfinale       | Halbfinale       | Halbfinale       |                  |    | Finale                    | Finale                         | Finale | Finale | Finale |
|  |               |                                |                                |               |               |                                |                                    |            |                  |                  |                  |                  |                  |    |                           |                                |        |        |        |
|  | 1             | Shinta Mulia Sari Yao Lei      | 21                             | 17            | 21            |                                |                                    |            |                  |                  |                  |                  |                  |    |                           |                                |        |        |        |
|  |               | Leanne Choo Renuga Veeran      | 18                             | 21            | 17            |                                |                                    |            |                  |                  |                  |                  |                  |    |                           |                                |        |        |        |
|  |               | Leanne Choo Renuga Veeran      | 18                             | 21            | 17            | 1                              | Shinta Mulia Sari Yao Lei          | 21         | 21               |                  |                  |                  |                  |    |                           |                                |        |        |        |
|  |               |                                |                                |               |               | 1                              | Shinta Mulia Sari Yao Lei          | 21         | 21               |                  |                  |                  |                  |    |                           |                                |        |        |        |
|  |               | 3                              | Jenny Wallwork Gabrielle White | 19            | 13            |                                |                                    |            |                  |                  |                  |                  |                  |    |                           |                                |        |        |        |
|  | 3             | 3                              | Jenny Wallwork Gabrielle White | 19            | 13            | Jenny Wallwork Gabrielle White | 21                                 | 16         | 21               |                  |                  |                  |                  |    |                           |                                |        |        |        |
|  | 3             |                                |                                |               |               |                                |                                    | 16         | 21               |                  |                  |                  |                  |    |                           |                                |        |        |        |
|  |               | Lydia Cheah Li Ya Goh Liu Ying | 15                             | 21            | 13            |                                |                                    |            |                  |                  |                  |                  |                  |    |                           |                                |        |        |        |
|  |               |                                |                                |               |               |                                |                                    |            |                  |                  |                  |                  |                  | 1  | Shinta Mulia Sari Yao Lei | 16                             | 19     |        |        |
|  |               | 2                              | Jwala Gutta Ashwini Ponnappa   | 21            | 21            |                                |                                    |            |                  |                  |                  |                  |                  |    |                           |                                |        |        |        |
|  |               | Tang Hetian Kate Wilson-Smith  | 21                             | 21            |               |                                |                                    |            |                  |                  |                  |                  |                  |    |                           |                                |        |        |        |
|  | 4             | Danielle Barry Donna Haliday   | 12                             | 6             |               |                                |                                    |            |                  |                  |                  |                  |                  |    |                           |                                |        |        |        |
|  | 4             | Danielle Barry Donna Haliday   | 12                             | 6             |               |                                | Tang Hetian Kate Wilson-Smith      | 21         | 13               | 11               |                  |                  |                  |    |                           |                                |        |        |        |
|  |               |                                |                                |               |               |                                | Tang Hetian Kate Wilson-Smith      | 21         | 13               | 11               |                  |                  |                  |    |                           |                                |        |        |        |
|  |               | 2                              | Jwala Gutta Ashwini Ponnappa   | 12            | 21            | 21                             |                                    |            | Spiel um Platz 3 | Spiel um Platz 3 | Spiel um Platz 3 | Spiel um Platz 3 | Spiel um Platz 3 |    |                           |                                |        |        |        |
|  |               | 2                              | Jwala Gutta Ashwini Ponnappa   | 12            | 21            | 21                             | Mariana Agathangelou Heather Olver | 9          | Spiel um Platz 3 | Spiel um Platz 3 | Spiel um Platz 3 | Spiel um Platz 3 | Spiel um Platz 3 | 14 |                           |                                |        |        |        |
|  |               |                                |                                |               |               |                                |                                    |            |                  |                  |                  |                  |                  | 14 |                           |                                |        |        |        |
|  | 2             | Jwala Gutta Ashwini Ponnappa   | 21                             | 21            |               |                                |                                    |            |                  |                  |                  |                  |                  |    | 3                         | Jenny Wallwork Gabrielle White | 23     | 12     | 16     |
|  |               |                                |                                |               |               |                                |                                    |            |                  |                  |                  |                  |                  |    |                           | Tang Hetian Kate Wilson-Smith  | 21     | 21     | 21     |

## Endstand
- 1. Jwala Gutta / Ashwini Ponnappa
- 2. Shinta Mulia Sari / Yao Lei
- 3. Tang Hetian / Kate Wilson-Smith
- 4. Jenny Wallwork / Gabrielle White
- 5. Leanne Choo / Renuga Veeran
- 5. Lydia Cheah Li Ya / Goh Liu Ying
- 5. Danielle Barry / Donna Haliday
- 5. Mariana Agathangelou / Heather Olver
- 9. Alexandra Bruce / Michelle Li
- 9. Elena Johnson / Gayle Lloyd
- 9. Subodha Dahanayake / Thilini Jayasinghe
- 9. Chin Eei Hui / Woon Khe Wei
- 9. Mariama Eastmond / Shari Watson
- 9. Aparna Balan / Aditi Mutatkar
- 9. Grace Gao / Joycelyn Ko
- 9. Imogen Bankier / Emma Mason
- 17. Kristal Karjohn / Alya Lewis
- 17. Anna Luxton / Laura Minto
- 17. Caroline Harvey / Carissa Turner
- 17. Juliette Ah-Wan / Alisen Camille
- 17. Caroline Black / Sinead Chambers
- 17. Jillie Cooper / Kirsty Gilmour
- 17. Susan Ideh / Maria Braimoh
- 17. Anitah Alube / Mercy Joseph
- 17. Kate Foo Kune / Karen Foo Kune
- 17. Cristen Callow / Kimberley Clague
- 17. Gloria Najjuka / Daisy Nakalyango
- 17. Shamim Bangi / Margaret Nankabirwa
- 17. Stella Koteikai Amasah / Linda Osei Hammond
- 17. Shama Aboobakar / Yeldi Louison